# Germain de Kazan
Pour les articles homonymes, voir Saint Germain et Germain.

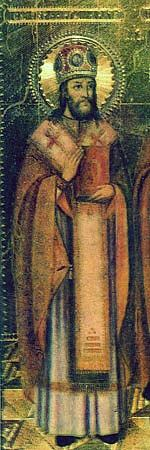
Germain de Kazan, icône

Saint Germain de Kazan (Герман Казанский), de son nom civil Grigori Fiodorovitch Sadyrev-Polev (en russe : Григорий Фёдорович Садырев-Полев); né vers 1505, mort le 6 novembre 1567, est un évêque orthodoxe et saint russe.

## Vie

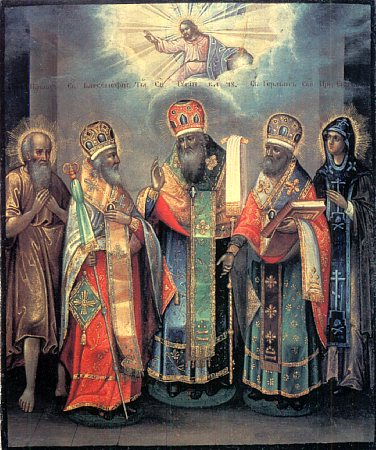
Saint Paul le Simple, Saint Barsanaphe de Tver, St Gouri de Kazan, St Germain de Kazan et Eudoxie

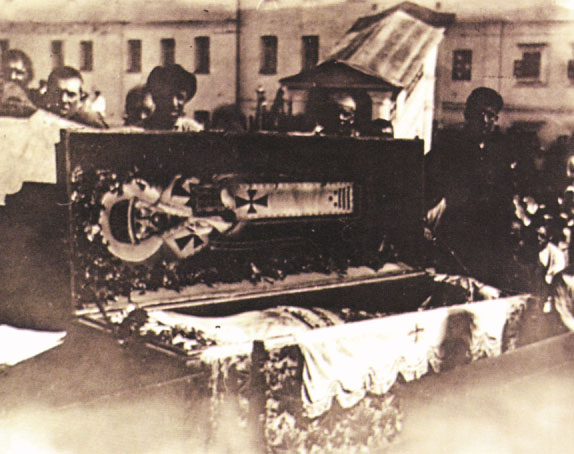
L'ouverture des reliques, 1919

Il est né dans une famille noble à Staritsa dans la principauté de Tver, sans doute autour de 1500. Fils unique, il entre très tôt le monastère Saint-Joseph de Volokolamsk, à la même époque que Gouri. Il fonde le monastère de la Dormition de Staritsa, mais revient ensuite à Volokolamsk. 
En 1555, il est appelé par Gouri dans l'évêché de la ville de Kazan, qui venait d'être prise.  Il fonde la même année le monastère de la Dormition-de-la-Mère-de-Dieu à Sviajsk. En 1564, à la mort de Gouri, il devient évêque de Kazan. 
Rappelé à Moscou par Ivan IV qui compte faire de Germain son métropolite, il montre trop peu de soumission au tsar, qui abandonne le projet. Il meurt à Moscou en 1568, peut-être assassiné par des hommes du tsar.
Il est fêté le 6 novembre et le 23 juin.